# Eriborus pomonellae
Eriborus pomonellae là một loài tò vò trong họ Ichneumonidae.